# Kapergasten
Kapergasten è un cortometraggio muto del 1910 diretto da Alfred Cohn che non appare accreditato.

## Produzione
Il film fu prodotto dalla Fotorama.

## Distribuzione
Distribuito in Danimarca, il film uscì nelle sale cinematografiche danesi presentato il prima al Løvebiografen il 14 ottobre 1910.
Il film, nel 1941, è stato montato nel documentario Ved den danske films vugge.